# Karl Borwin zu Mecklenburg

Herzog Karl Borwin als Leutnant

Karl Borwin, Herzog zu Mecklenburg [-Strelitz], auch Carl (* 10. Oktober 1888 in Neustrelitz; † 24. August 1908 in Saint-Martin bei Metz, damals Reichsland Elsass-Lothringen; vollständiger Name: Karl Borwin Christian Alexander Arthur) war ein deutscher Offizier. Er starb bei einem Duell.

## Leben

### Herkunft
Karl Borwin war der zweite Sohn und das jüngste von vier Kindern des Großherzogs Adolf Friedrich V. (1848–1914) und seiner Ehefrau, Großherzogin Elisabeth (1857–1933), Tochter von Herzog Friedrich I. und Herzogin Antoinette, Prinzessin von Sachsen-Altenburg. Seine Großeltern väterlicherseits waren Großherzog Friedrich Wilhelm von Mecklenburg [-Strelitz] und Prinzessin Augusta Karoline von Großbritannien, Irland und Hannover. Sein zweiter Vorname Borwin erinnerte an seine Vorfahren im 13. Jahrhundert dieses Namens (Heinrich Borwin).

### Kindheit und Jugend
An zweiter Stelle der Thronfolge in Mecklenburg-Strelitz stehend, wuchs Karl Borwin mit seinen Geschwistern Marie (1878–1948), Jutta (1880–1946) und dem Erbprinzen und späteren Großherzog Adolf Friedrich VI. (1882–1918) im Schloss Neustrelitz auf. Nach seinem Schulbesuch schlug er die Offizierslaufbahn ein und wurde Leutnant im Holsteinischen Feldartillerie-Regiment Nr. 24, dessen Garnison sich in Güstrow befand.

## Tod

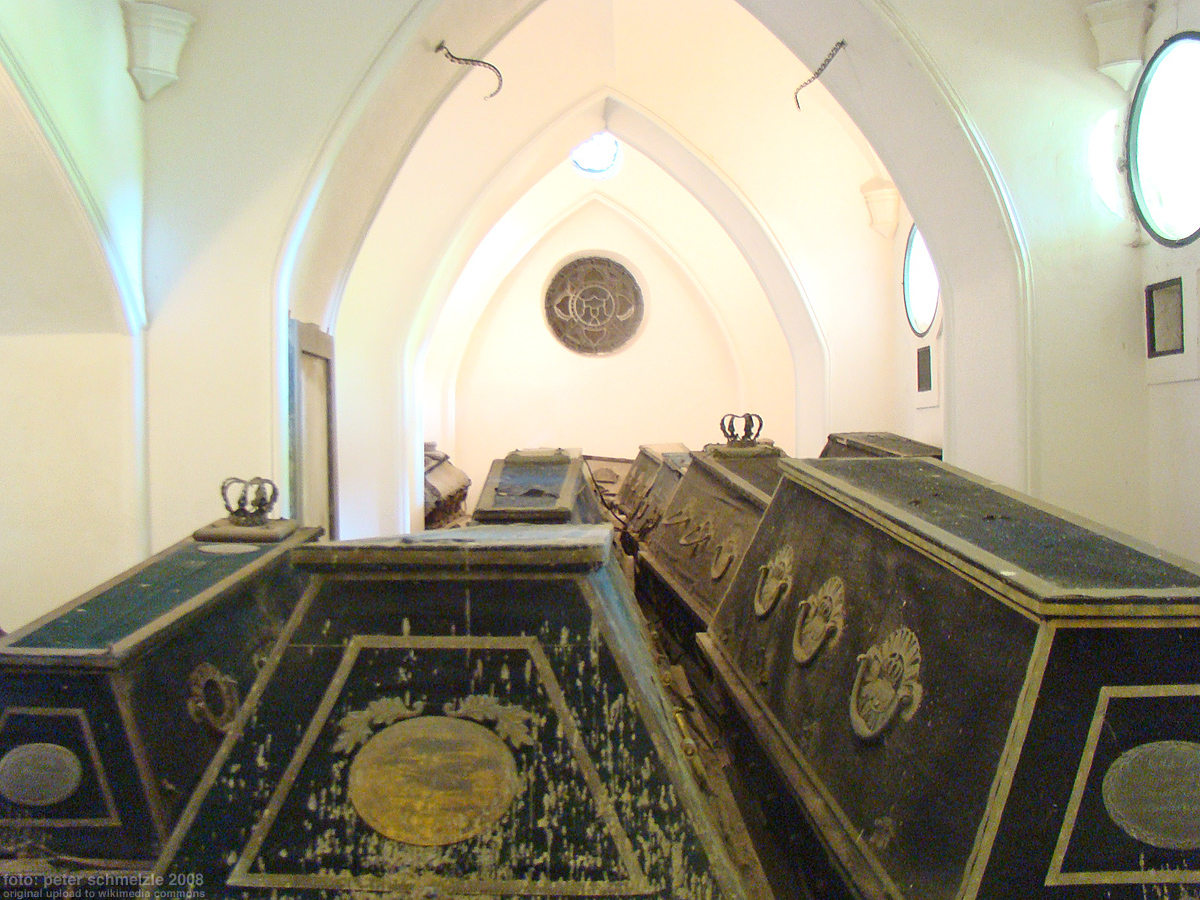
Fürstengruft in Mirow mit dem Sarg Karl Borwins (Vordergrund, Mitte)

Karl Borwins älteste Schwester Marie hatte 1899 in einer morganatischen Ehe den Grafen Georg Maurice Jametel (1859–1944) geheiratet. In den ersten Jahren ihrer Ehe lebte das Paar abwechselnd in London und in Saint-Germain-en-Laye, Île-de-France. Seit 1906 lebten sie getrennt. Als die Liebesbeziehung zwischen ihrem Mann und der Prinzessin Maria Eulalia de Bourbon-Montpensier öffentlich wurde, reichte Marie 1908 die Scheidung ein.
Nach der heute meistverbreiteten Version forderte im August desselben Jahres der neunzehnjährige Karl Borwin, der zu dieser Zeit an der Kriegsschule in Metz stationiert war, Graf Jametel zum Duell heraus, um die Ehre seiner Schwester und des großherzoglichen Hauses zu verteidigen. Bei dem Duell, das am 24. August in der Nähe von Metz stattfand, wurde er tödlich verletzt.
Es gab, abweichend von der Tradition des großherzoglichen Hauses, keine Aufbahrung. Der Sarg war schon in Metz verschlossen worden. Karl Borwin wurde am 31. August 1908 in der Neuen Gruft der Schlosskirche Mirow beigesetzt.

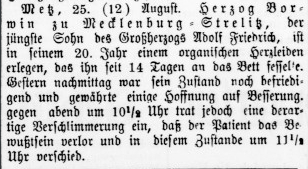
Todesmeldung in der Revalschen Zeitung vom 28. August 1908

Seine Todesursache wurde verschleiert, was zu Spekulationen Anlass bot. Diskutiert wird bis heute auch ein Selbstmord des Herzogs, „nachdem sich ein betrunkener Fähnrich über seine Schwestern abfällig geäußert hatte“. Eine Notiz der Revalschen Zeitung vom 28. August 1908 verweist auf einen Tod wegen eines „organischen Herzleidens“. Noch 1918 berichtete die New York Times, Karl Borwin sei bei einem Autounfall ums Leben gekommen. Offiziell war er „nach kurzem, schweren, heimtückischen Leiden“ gestorben.
Der Tod Karl Borwins vertiefte die dynastischen Probleme des Hauses Mecklenburg-Strelitz und erhöhte den Druck auf den noch unverheirateten Erbgroßherzog Adolf Friedrich, der 10 Jahre später, seit 1914 Großherzog, (wahrscheinlich) durch Selbstmord aus dem Leben schied.

## Gedächtnisstiftung

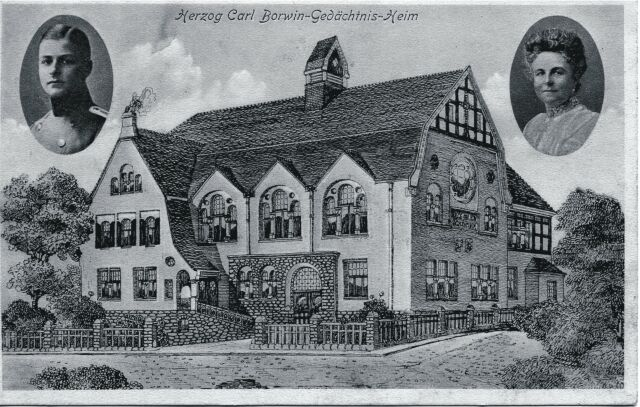
Herzog Carl Borwin-Gedächtnis-Heim, Postkarte von ca. 1910 mit Bildern von Karl Bowin und seiner Mutter Großherzogin Elisabeth

Karl Borwins Mutter, Großherzogin Elisabeth, gründete am 2. April 1910 zum Andenken an ihren Sohn die Herzog-Carl-Borwin-Gedächtnisstiftung in Neustrelitz und stattete sie mit einem neuerbauten großzügigen Haus, dem Borwinheim, in der Bruchstraße aus.

## Orden
- Großkreuz des Hausordens der Wendischen Krone mit der Krone in Erz[6] am 12. März 1905
- Großkreuz des Hausordens Albrechts des Bären[6]
- Ritterkreuz des Greifenordens[6]
- Großkreuz des Ordens Danilos I. für die Unabhängigkeit[6]